# Пізнє
Пі́знє — село в Україні, у Козелецькій селищній громаді Чернігівського району Чернігівської області. Населення становить 15 осіб. До 2016 орган місцевого самоврядування — Бригинцівська сільська рада.

## Історія
За даними Книги Київського намісництва 1787 р. у х. Познінському (володіння козаків) проживало 8 осіб. В списку наявних у Малоросійській губернії селищ 1799-1801 років на х.Позній проживало лише 3 душі, що робить сумнівною дату заснування 1600 рік.
12 червня 2020 року, відповідно до розпорядження Кабінету Міністрів України № 730-р «Про визначення адміністративних центрів та затвердження територій територіальних громад Чернігівської області», увійшло до складу Козелецької селищної громади.
19 липня 2020 року, в результаті адміністративно - територіальної реформи та ліквідації Козелецького району, село увійшло до складу Чернігівського району Чернігівської області.

## Населення

### Мова
Розподіл населення за рідною мовою за даними перепису 2001 року:
| Мова       | Кількість | Відсоток |
| ---------- | --------- | -------- |
| українська | 25        | 100%     |